# BNP Paribas Primrose Bordeaux 2014
Il BNP Paribas Primrose Bordeaux 2014 è stato un torneo di tennis facente parte della categoria ATP Challenger Tour nell'ambito dell'ATP Challenger Tour 2014. È stata la 7ª edizione del torneo che si è giocato a Bordeaux in Francia dal 12 al 18 maggio 2014 su campi in terra rossa e aveva un montepremi di €85,000+H.

## Partecipanti singolare

### Teste di serie
| Nazionalità | Giocatore           | Ranking* | Testa di serie |
| ----------- | ------------------- | -------- | -------------- |
| Francia     | Julien Benneteau    | 48       | 1              |
| Stati Uniti | Steve Johnson       | 69       | 2              |
| Francia     | Kenny de Schepper   | 74       | 3              |
| Francia     | Paul-Henri Mathieu  | 87       | 4              |
| Ucraina     | Serhij Stachovs'kyj | 88       | 5              |
| Belgio      | David Goffin        | 103      | 6              |
| Rep. Ceca   | Jiří Veselý         | 106      | 7              |
| Tunisia     | Malek Jaziri        | 117      | 8              |

- Ranking al 5 maggio 2014.

### Altri partecipanti
Giocatori che hanno ricevuto una wild card:
- Julien Benneteau
- Jonathan Eysseric
- Florent Serra
- Maxime Teixeira

Giocatori che sono passati dalle qualificazioni:
- Martín Alund
- Josselin Ouanna
- Olivier Rochus
- Andrea Collarini

Giocatori che hanno ricevuto un entry come special exempt:
- Rubén Ramírez Hidalgo
- Yann Marti

## Partecipanti doppio

### Teste di serie
| Nazionalità | Giocatore         | Nazionalità | Giocatore          | Ranking* | Testa di serie |
| ----------- | ----------------- | ----------- | ------------------ | -------- | -------------- |
| Croazia     | Marin Draganja    | Romania     | Florin Mergea      | 97       | 1              |
| Regno Unito | Ken Skupski       | Regno Unito | Neal Skupski       | 143      | 2              |
| Germania    | Dominik Meffert   | Austria     | Philipp Oswald     | 190      | 3              |
| Polonia     | Mateusz Kowalczyk | Svezia      | Andreas Siljeström | 197      | 4              |

- Ranking al 5 maggio 2014.

### Altri partecipanti
Coppie che hanno ricevuto una wild card:
- Florent Serra /  Maxime Teixeira
- Jonathan Eysseric /  Romain Jouan
- Enzo Couacaud /  Laurent Lokoli

## Vincitori

### Singolare
Julien Benneteau ha battuto in finale  Steve Johnson con il punteggio di 6–3, 6–2

### Doppio
Marc Gicquel /  Serhij Stachovs'kyj hanno battuto in finale  Ryan Harrison /  Alex Kuznetsov per walkover